# Slavennaam

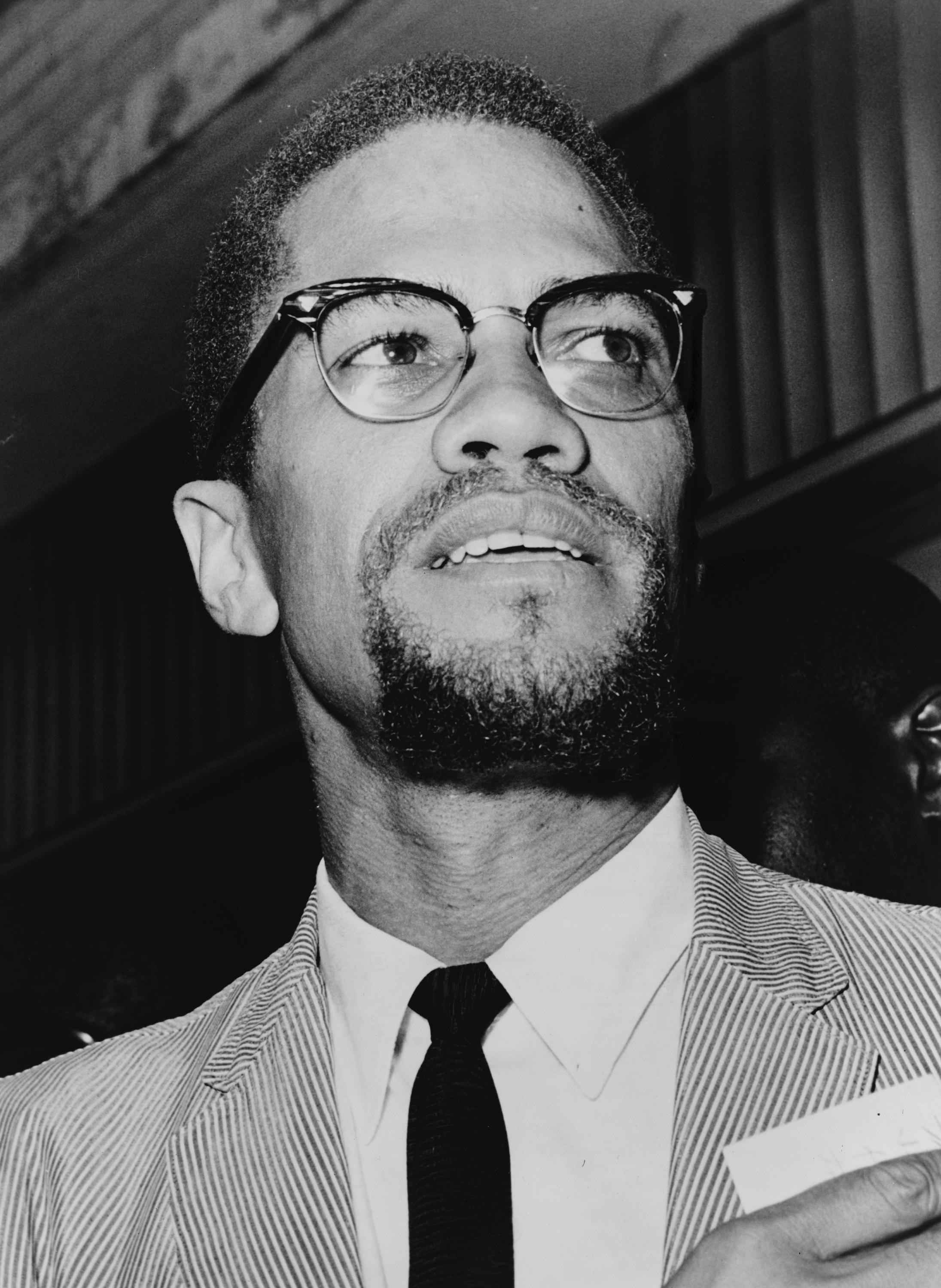
Malcolm 'X' in 1962

Een slavennaam is een aan de slavernij gerelateerde roepnaam of familienaam; de naam die een eigenaar of koloniaal ambtenaar heeft gegeven aan een slaaf. Gewoontes met betrekking tot naamgeving zijn plaats- en tijdgebonden. Vaak konden slavenhouders persoonlijke voorkeuren in de naamgeving tot uitdrukking brengen. Zo waren Europese kolonisten in de Nieuwe Wereld als vanzelf Eurocentrisch in de toekenning van namen.

## Romeinse Rijk

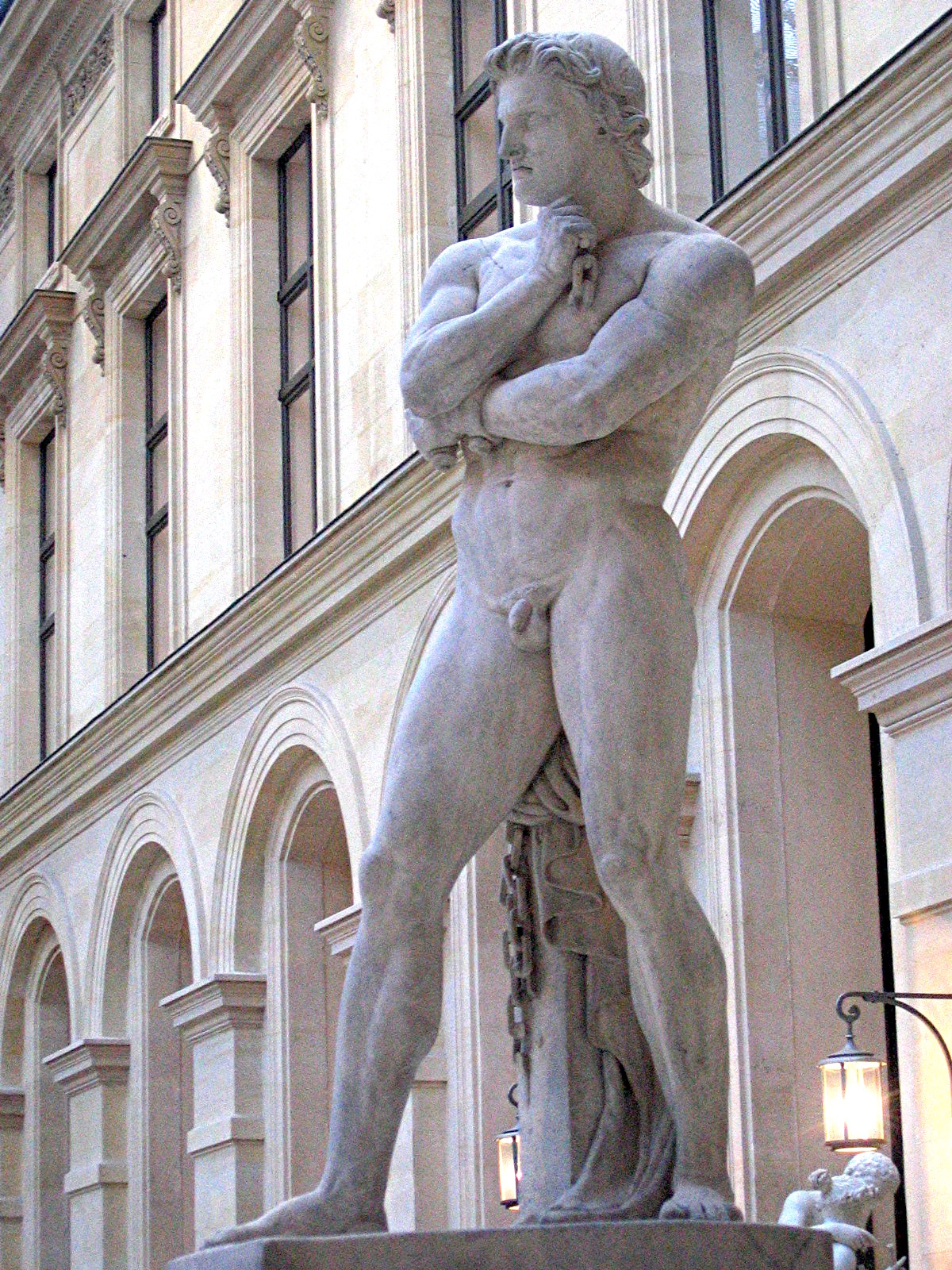
De beroemde slavenleider Spartacus kwam niet uit Sparta, maar uit Thracië.

Vroeg-Romeinse slavennamen refereerden vaak naar de slavenhouder. Bijvoorbeeld Caipor (de jongen van Gaius) of Lucipor (de jongen van Lucius).
Latere slavennamen refereerden ook wel naar:
- Het land van herkomst van de slaaf, bijvoorbeeld Phryx (van Phrygië) of Cappadox (van Cappadocië)
- Mythische figuren, zoals bijvoorbeeld Achilles, Priamus of Pollux
- Dieren, planten en stenen, zoals Amiantus of Sardonyx.

Een slaaf die werd bevrijd (manumissie) kon zijn of haar slavennaam behouden en de naam van de voormalige eigenaar aannemen als een voornaam (praenomen) of geslachtsnaam (nomen). Bijvoorbeeld een man genaamd Publius Larcius bevrijdde een mannelijke slaaf, genaamd Nicia, die daarna Publius Larcius Nicia werd genoemd. Maar een eigenaar kon deze gewoonte ook negeren en eenvoudigweg zelf een naam voor de vrijgelatene kiezen.

## Amerikaanse continent
In de Nieuwe Tijd en dan met name de periode van de trans-Atlantische slavernij ontstond een veelheid aan slavennamen die we in de huidige tijd nog terugzien.
In de plantagekoloniën van Nederlands West-Indië werd bij geboorte een slavenroepnaam toegekend en opgenomen in het register van een plantage. Deze naam werd over het algemeen niet gebruikt door de slaven onderling. Ook de slavenfamilienaam werd door de kolonist aan de slaaf opgelegd -van een eigen keuze was geen sprake- zowel in geval van manumissie als bij de algehele afschaffing van de slavernij. In het laatste geval werden deze nieuwe achternamen vastgelegd in een zogeheten slavenborderel.
Het begrip 'slavennaam' heeft oorspronkelijk alleen betrekking op de slavenroepnaam, maar slaat tegenwoordig ook op de familienamen die voortvloeien uit de periode van slavernij. Vanwege de eurocentrische connotatie worden sommige van deze familienamen als ongewenst ervaren door nazaten van slaven, met name door personen die zich sterk oriënteren op een Afrikaanse identiteit. Steeds vaker willen mensen uit de Afrikaanse diaspora daarom hun achternaam wijzigen. In Nederland is dit vanaf 1 juli 2024 (ten minste voor een periode van 5 jaar) kosteloos en gemakkelijk te verwezenlijken via de gemeente.

### Verenigde Staten
In 1952 maakte Malcolm Little een gebaar met de wijziging van zijn slavennaam in Malcolm X. De X is het kruis waarmee analfabeten aktes ondertekenden. Het verwijst naar de anonimiteit van de slaaf; het verlies van naam en identiteit. Later nam Malcolm een moslimnaam aan. In het Angelsaksische rechtssysteem is het van oudsher gemakkelijker naamswijziging te verkrijgen. In de Verenigde Staten konden nieuwkomers het zich zo gemakkelijk maken door hun Duitse of Franse naam te verengelsen. Deze gang van zaken is vergelijkbaar met de situatie in Nederland vóór de invoering van de burgerlijke stand door Napoleon in 1811.
Bij de afschaffing van de slavernij in Noord Amerika konden de Afro-Amerikanen vaak zelf hun achternaam bepalen, waardoor deze namen over het algemeen niet problematisch zijn. De kwestie van naamswijziging speelt in de Verenigde Staten minder dan bij mensen met een Surinaamse of Antilliaanse achtergrond.

### Nederlands West-Indië
In Nederlands West-Indië moesten in 1863 ongeveer 40.000 slaven -die voorheen alleen geregistreerd stonden met hun slavenroepnaam- een achternaam krijgen. Vanwege het naamrecht en mogelijke juridische consequenties mochten de vrijgelatenen geen bestaande Europese familienaam krijgen. De koloniale ambtenaren en plantage-eigenaren (slavenhouders) hebben daarom heel veel nieuwe, vaak vreemd aandoende achternamen verzonnen. Soms werd daarbij wat gespeeld met letters zodat een verwijzing naar de voormalige eigenaar behouden bleef. Met name slavenhouders die nakomelingen bij slavinnen hadden deden dit.

#### Bovenwindse eilanden
De slavennamen op de Nederlandse Bovenwindse Eilanden (SSS-eilanden: Sint Maarten, Sint Eustatius en Saba) zijn over het algemeen Engelstalig, daar de voertaal op deze eilanden het Engels is.

#### Curaçao

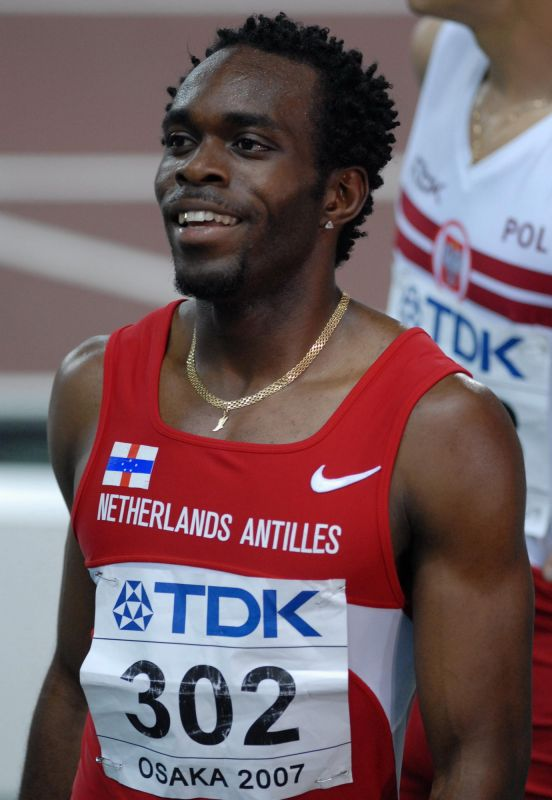
De familienaam van Churandy Martina is de voornaam van een van zijn voormoeders

Op Curaçao treft men familienamen van Franse, Duitse, Engelse, Nederlandse, Spaanse, Italiaanse, Afrikaanse en Inheemse oorsprong. Daar de slaven en hun nakomelingen op de Nederlandse Benedenwindse Eilanden (Aruba, Bonaire en Curaçao) al ver voor de afschaffing van de slavernij overwegend katholiek gedoopt waren, hebben veel namen een katholieke achtergrond. Vaak zijn het afgeleiden of verbasteringen van christelijke heiligen. De geboortedag van een persoon viel dan op de sterfdag (de naamdag) van een bepaalde heilige. Deze namen werden door de protestantse ambtenaren, soms abusievelijk, als familienaam genoteerd. Zo is de achternaam De Lima afgeleid van Santa Rosa de Lima, Martin van San Pedro Martir (Petrus de Martelaar), Obispo van een bepaalde bisschop en Confesor van een belijder.
Curaçaose slavenroepnamen zijn vaak afgeleiden van:
- Een doopnaam (Pablo)
- Een alledaagse bijnaam (Kameel, Centje)
- Een Afrikaanse stamnaam (Canga)
- De donkerte van de huid (Sambo)
- Namen van eigenaren of grootgrondbezitters. Bijvoorbeeld Janwé (van Jan Wever), Charo (van Jarreau) en Jantiel (van Perret Gentil)

Curaçaose slavenfamilienamen zijn vaak afgeleiden van:
- De roepnaam van moeder (Martina, Maria, Cilia, Cijntje, Rosa, Francisca). Vrouwelijke achternamen zijn typerend voor Curaçao. De matrilineaire afstamming is nauw verbonden met de wijze waarop de plantageslaven behandeld en geregistreerd werden.
- De roepnaam van vader (Augustin, Andreas, Ignacio, Jacobus, Laurens, Pedro, Ricardo, Thomas)
- Namen van eigenaren of grootgrondbezitters. Bijvoorbeeld Wolfschoon (van Schoonewolf), Elsevijf (van Elsevier), Sille (het omgekeerde van Ellis), Borgschoth (van Schothborg), Pineda (van Pinedo), Suriol (van Curiel), Helmijr (van Helmund en Meijer) en Van Uiter /Van Nijten /Fanneijte (van Van Uijtrecht), Madura (van Maduro). In de loop der tijd zijn ook hier verbasteringen ontstaan, waardoor de oorsprong of de relatie met voormalige slavenhouders niet direct opvalt, zoals bij Meroen (van Muller), Kwiers (van Koeiers), Mérite (van Merrit), Koffil (van Cockfield), IJziek (van Isaac), Djoens (van Johnson), Girigori (van Gregorius), Mercera (van Mercedes).
- Oude slavenroepnamen (Kirindongo, Kwidama)

#### Suriname

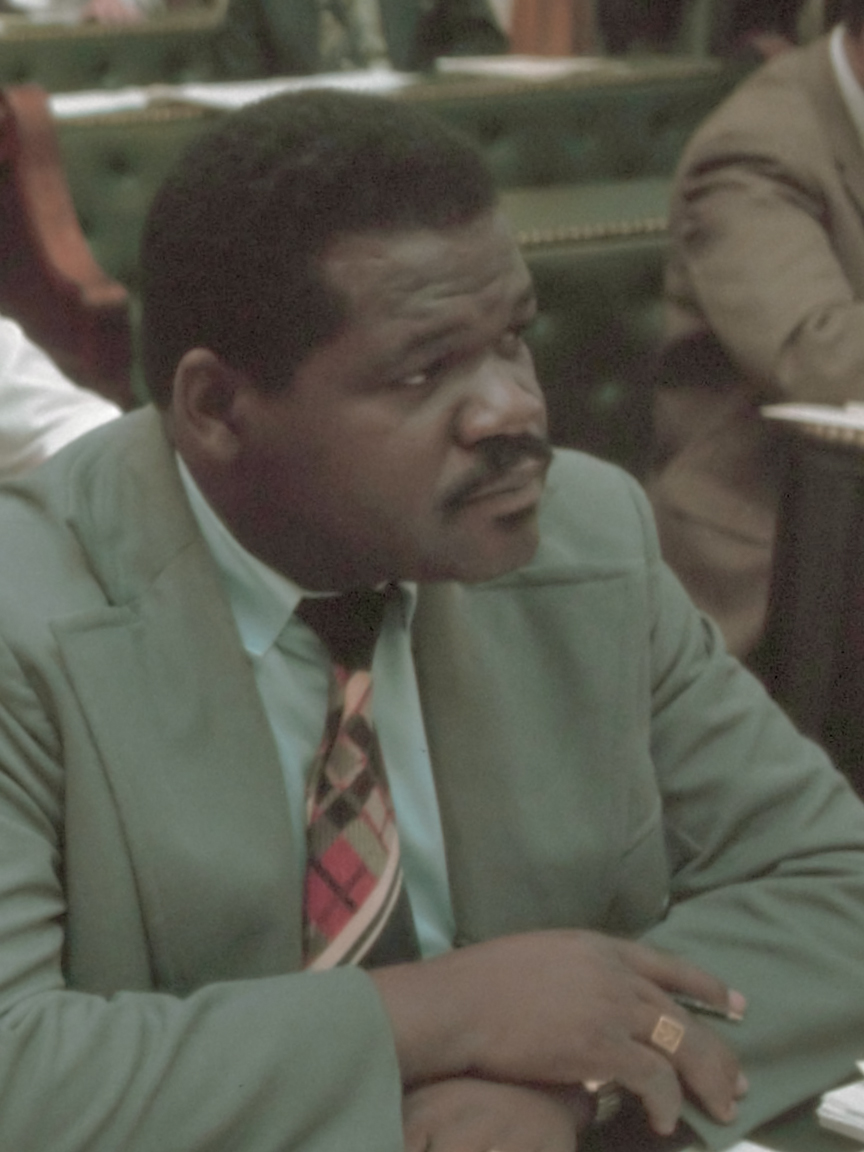
De familienaam van Rufus Nooitmeer verwijst naar het einde van de slavernij

De Surinaamse slavenroepnamen, zoals opgenomen in de plantageregisters, waren meestal bekende Nederlandse voornamen als Susanna, Lodewijk, Henriette of Alexander. Maar soms ook vreemde en bizarre namen, die een niet-slaaf niet snel zou krijgen. Voorbeelden hiervan zijn: Abuis, Afrika, Amourette, Baron, Bokkie, Boncoeur, Chocolaad, Donderdag, Favoriet, Geduld, Geluk, Joliecoeur, Jupiter, Kanonnier, Kapitaal, Kardinaal, Kerkhof, Lange Frans, Mamaatje, Monplaisier, Nimrod, Ongeluk, Opzigter, Poesje, Pompelmoes, Present, Princes, Queen, Runaway, Sanspeur, Sultan, Tomboy, Verwonderd, Voorspoed, Vriendje, Wee Wee, Wildeman.
Veel Surinaamse slavenfamilienamen verwijzen naar Nederlandse begrippen. Vaak hebben toegekende achternamen betrekking op het beroep (de taak), het vermeende karakter of het uiterlijk van de voormalige slaaf. Bijvoorbeeld Bouwknecht, Onbezorgd en Vadsig. Hierbij kwam het gevoel of het oordeel van de voormalige eigenaar tot uitdrukking, in positieve of negatieve zin. De 'deugdzame' familienamen getuigen van de grote sociale afstand (boven-onder positie) uit het verleden en kunnen, hoewel misschien ooit positief bedoeld, als neerbuigend worden ervaren, zoals bijvoorbeeld Braafheid en Bekoorlijk.
Sommige slavenfamilienamen verwijzen naar Nederlandse toponiemen. Op plantage Vossenburg werden alle vrijgemaakten genoemd naar plaatsnamen in Nederland. Ook tientallen plantages hadden een (Europees) toponiem als naam. Een slaaf mocht echter niet direct worden genoemd naar zijn of haar plantage van herkomst. Toch zien we wel enkele plantagenamen terugkeren als familienamen. Bijvoorbeeld Dageraad, Domburg, Weltevreden, Onverwacht, Susannasdaal en Lesperance.
Een slaaf mocht niet dezelfde achternaam krijgen als zijn of haar eigenaar. Sommige slavenhouders wisten echter met een creatieve oplossing toch hun 'belang' te handhaven, bijvoorbeeld door de spelling aan te passen of een woordspeling te doen op de eigen achternaam. De achternaam Van van de Vijver (met tweemaal het voorzetsel ‘van’) is nog het minst creatief. Een veel toegepaste woordspeling is de omdraaiing van letters of lettergrepen. Zo ontstond de achternaam Vriesde (De Vries), Rellum (Muller), Serkei (Keiser), Kensie/Kensmil/Densmil/Wilkens/Woelkens (van Kenswil, plantage Osembo), Foorg (van Grooff), Essed (van Dessé) en ook Madretsma (naar Amsterdam). Plantage-eigenaren hadden verschillende strategieën. Sommigen gingen heel systematisch te werk bij de naamgeving. Op plantage Dordrecht, van de eigenaren Brakke, Evertsz en Sijpesteyn, begonnen alle 208 achternamen met een letter B, E of S. Op La Prosperité kregen alle 211 voormalige slaven een achternaam beginnend met een P, waaronder: Peiter, Posma, Plater, Plet, Pocorni(e), Pries, Pengel, Parun, Puls, Pierau, Perot(t)i en Prossel.
Typisch Surinaamse slavenfamilienamen uit 1863 zijn:
- Aardbij, Aasstroom, Achtzaam, Africana
- Bedaard, Bevallig, Bijlhout, Bouwknecht, Burgemeester
- Candy, Cederhout, Charmant, Chocola, Columbus
- Dageraad, Dankbaar, Deugdzaam, Domburg, Draadhals
- Eenling, Eenvoud, Eenzaam
- Fikki, Flink, Fromage
- Geduld, Gedwee, Gehoorzaam, Geluk, Goedkoop, Goedborst
- Havertong, Hooker, Houtsnee
- Ijverig, Indiaan
- JanBaas, Jeugdig, Johny
- Kampvechter, Kaneelhart, Kanthaar, Klikspaan, Kolenschop, Kortenduur
- Langzaam, Limoen, Loofstam, Luitenant, Lustig
- Machinist, Minderzorg, Moedig, Molensteen, Muskiet
- Nachtschoone, Napoleon, Nederig, Nietgelooven, Nikker, Nimmermeer, Nooitgedacht
- Onbezorgd, Onderwerping, Onkruid, Onrust, Onverwacht, Ouderdom
- Pannenbakker, Paraat, Perseverance, Perzikboom, Pijpekop, Poedel, Poffertje, Prater, Present, Profijt, Pummel
- Roeyspaan, Rotskap, Rozenstruik, Rups, Rustig
- Schoonebloem, Schoonheid, Seinpaal, Sergeant, Silly, Snuffelaar, Spaarzaam, Strijdhaftig, Specerij, Spraakzaam, Struikelblok, Susannasdaal
- Taart, Talent, Tam, Tevreden, Thee, Tippelskerken, Traagheid, Treurwilg, Tulpenbol
- Vaarwel, Vadsig, Vandaal, Veldwachter, Vermicel, Verstandig, Vertrouwd, Vijgenblad, Vlijtig, Volbloed, Voordeel, Vredig
- Waakzaam, Wildeman, Willig, Weiger, Weltevreden, Wereld, Werkzaam, Wijnton, Worsteling
- Zeldenrust, Zonnestraal, Zorgvol, Zoutpan, Zwaartekracht

## Slavennaam wijzigen
Met de invoering van de burgerlijke stand in 1811 verkregen vrijwel alle Nederlanders –voor zover zij die nog niet hadden– een officiële familienaam. Ook de Friezen en de Joodse Nederlanders. Voor de slaven in het Nederlandse koloniale rijk gold dat niet.
Vanaf 1830, toen er vrijwel geen nieuwe Afrikanen meer in Suriname werden aangevoerd en de koloniale overheid kerstening begon te stimuleren kwam de 
Europese cultuur steeds nadrukkelijker de leefwereld van de slaven binnen, ten koste van Afrikaanse culturele erfenissen. Na de afschaffing van de slavernij kwam daar het verplichte Nederlandse onderwijs bij en een door de Nederlanders opgelegde familienaam - als ultiem 'brandmerk' van de voormalige slavenstatus. Tot op de dag van vandaag is een Afro-Surinaamse en Afro-Caraïbische identiteit wel blijven bestaan. Ook deze is onlosmakelijk verbonden met het slavernijverleden, maar dan meer in een vorm die getuigt van verzet en culturele eigenheid. Dit uit zich onder meer in de individuele wens om een achternaam te wijzigen. De discussie over het veranderen van slavenfamilienamen speelt in Nederland al sinds de jaren tachtig.
Bij de naamgeving in 1863 werd niet de Europese logica van verwantschap gevolgd en in het algemeen hadden de familienamen weinig te doen met de werkelijkheid van de naamdragers (meer met de Europese slavenhouder en Europese moraliteit). Wie afstamt van slaven wordt door de familienaam dus altijd herinnerd aan het slavernijverleden. Het Nederlandse stelsel van naamswijziging laat naamswijziging vooralsnog niet of nauwelijks toe. Het is makkelijker je sekse-aanduiding te wijzigen of de vernederlandsing van een Friese familienaam ongedaan te maken (van Sijtsma terug naar Sytsma) dan een slavernijachternaam te wijzigen.

### Erkenning
Sinds 2020 tonen lokale overheden een toenemende gevoeligheid hier ruimhartig mee om te gaan, als teken van erkenning voor de strijd om een eigen identiteit. Gemeenteraden van Amsterdam, Rotterdam en Utrecht kaartten de belemmeringen aan voor het wijzigen van een slavennaam, zoals de forse leges en de verplichte psychologische rapportage. Het is nog niet duidelijk hoe het wijzigen van slavenfamilienamen gestalte gaat krijgen in het Nederlandse naamrecht. Hoe dan ook zal het voor aanvragers moeilijk zijn terug te grijpen op originele Afrikaanse namen, want die zijn bij de vrijheidsberoving, de verscheping en de kerstening niet genoteerd.
Enkele bekende Afro-Nederlanders die hun naam hebben gewijzigd zijn: Djehuti Ankh Kheru, Nana Efua (Marian Markelo), Ochosi Yaw Nkromah, Sisa Uma Kente, Kofi Ogún (Delano Hankers), Nana Fofi Afia Assumaniwa Nkonsuhema I, Kodjo Koemabala, Auset Ank Re, Atratori, Kofi Heru Asamadi, Amba Oyá, Ptah Ankh Re.